# Distrito electoral federal 9 de Baja California
El IX Distrito Electoral Federal de Baja California es uno de los 300 distritos electorales en los que se encuentra dividido el territorio de México y uno de los 9 para la elección de diputados federales en que se divide el estado de Baja California. Su cabecera es la ciudad de Tecate.
El distrito 9 de Baja California fue creado en 2022 por el proceso de redistritación realizado por el Instituto Nacional Electoral, su territorio incluye la totalidad del municipio de Playas de Rosarito, la zona rural del municipio de Tijuana y el Municipio de Tecate. En las elecciones federales de 2024 se elegirá por primera vez para este distrito electoral.

## Diputados por el distrito
| Diputado                | Grupo parlamentario | Legislatura | Periodo     |
| ----------------------- | ------------------- | ----------- | ----------- |
| Araceli Brown Figueredo |                     | LXVI        | 2024 - 2027 |